# Sam Nzima
Sam Nzima, né le 8 août 1934 à Lillydale (district de Buckbushridge, Transvaal) et mort le 12 mai 2018 à Nelspruit dans la province du Mpumalanga en Afrique du Sud, est un photographe sud-africain qui a pris un cliché qui est devenu l'image emblématique du soulèvement de Soweto,,,,.

## Biographie
Sam Nzima naît d'un père travailleur agricole embauché par un fermier blanc. Il commence à s'intéresser à la photographie quand un de ses professeurs lui montre son appareil photo. Alors qu'il est toujours écolier, il achète un premier appareil photo et commence à prendre des photos dans le parc national Kruger. Lui aussi travailleur agricole, après neuf mois de travail, il s'enfuit pour Johannesbourg, où il trouve un emploi de jardinier à Henningham. Il obtient son diplôme d'études secondaires.
En 1956, Nzima trouve un emploi de serveur à l'hôtel Savoy. C'est là que Patrick Rikotso, un photographe, lui enseigne la photographie. Nzima prend une série de portraits de travailleurs. À la lecture d'articles d'Allister Sparks (en) dans le Rand Daily Mail, il devient très intéressé par le photojournalisme.
Sam Nzima envoie un reportage au quotidien noir The World et le rédacteur en chef, intéressé par son travail, lui demande de travailler à la pige. En 1968, il est engagé à plein temps en tant que photojournaliste
Le 16 juin 1976, dans le township de Soweto, les étudiants manifestent pacifiquement quand la police tire sur les protestataires, faisant quelque 570 victimes. Cet événement est connu sous le terme « émeutes de Soweto ». Nzima est envoyé par son journal afin de couvrir la protestation des écoliers et étudiants et est sur place avec son Pentax SL muni d'une lentille de 50 mm.
Au coin des rues Moema et Vilakazi, près de la Phefeni High School, à Orlando West, Nzima prend une série de six photos d'un écolier mortellement blessé porté par un autre étudiant, une jeune fille en uniforme d'écolière courant à leurs côtés. La victime est Hector Pieterson, 12 ans, la jeune fille est sa sœur Antoinette, âgée de 17 ans, et le porteur Mbuyisa Makhubo, 18 ans. Cette scène émouvante est publiée le lendemain dans The World et le surlendemain dans la plupart des journaux du monde entier. Le troisième des six clichés, jugé le meilleur, deviendra une image iconique de l'apartheid. Nzima est alors obligé de se cacher en raison du harcèlement qu'il subit de la police de sécurité ; il retourne à Lillydale où il est maintenu sous surveillance par la police.
Quand le gouvernement fait stopper la publication du journal The World en 1978, Nzima reçoit des offres d'emploi des quotidiens The Rand Daily Mail et The Star que Nzima décline de peur d'être tué par la police de sécurité.
En 1979, le Chief minister Hudson Ntsanwisi du bantoustan de Gazankulu fait de Nzima un membre de l'assemblée législative.
Nzima a lutté pendant des années pour obtenir les droits d'auteur sur la plus célèbre de ses photos, celle de Pieterson. Plus récemment, il vivait à Lillydale, où il dirige une école de photographie et où il siège au conseil municipal et à celui du district de Bohlabela.

## Postérité
Une des dernières séquences du film Cry Freedom (1987) de Richard Attenborough est directement inspirée par la photographie qui l'a rendu célèbre.